# Иттенталь
И́ттенталь (нем. Ittenthal, эльз. Ittenthal [ˈytlətə]) — община в Швейцарии, входит в состав коммуны Кайстен округа Лауфенбург в кантоне Аргау. Население составляет 208 человек (на 31 декабря 2007 года). Идентификационный код — 4168.

## История
В 1797 году Фрикталь стал французским протекторатом после заключения мира в Кампо-Формио. Во время Второй коалиционной войны здесь проходила линия фронта между армиями Франции и Австрии. 20 февраля 1802 года Иттенталь стал муниципалитетом в округе Лауфенбург кантона Фрикталь, который в августе присоединился к Гельветической республике; таким образом, Иттенталь стал швейцарским. С 19 марта 1803 года коммуна входила в состав кантона Аргау.
В 1870 году в муниципалитете по-прежнему проживал 291 человек, но за последующие сто лет это число сократилось на треть из-за продолжающейся эмиграции. В XIX веке в карьере добывали песчаник. Между 1924 и 1926 годами на западном склоне Шинберга вырвались большие массы земли и скатились вниз в долину; было уничтожено четыре гектара леса и десять гектаров луговых угодий. Позже склон был снова стабилизирован путем лесовосстановления. До сегодняшнего дня Иттенталь остаётся сельскохозяйственной деревней без промышленности и торговли.
До конца 2009 года Иттенталь был самостоятельной общиной в округе Лауфенбург, однако 1 января 2010 года Иттенталь был объединён с соседней коммуной Кайстен. После того, как муниципальные собрания приняли соответствующую резолюцию в ноябре 2008 года, это решение было подтверждено на избирательных участках 8 февраля 2009 года. В Иттентале 171 избиратель высказался за объединение, 82 — против.

## География
Иттенталь является самой маленькой общиной во Фриктале, лежит в ложбине в верхней части боковой долины. Долина открывается на север к долине реки Рейна и с трёх сторон окружена холмами Тафельджура. На западе находится Фрикберг (650 м над уровнем моря), на юге — Моос (622 м над уровнем моря) и на востоке — Шинберг (722 м над уровнем моря). Горы Фрикберг и Моос круто поднимаются в нижнем районе и сливаются в плоские равнины в верхнем районе (муниципальная граница проходит по краю местности). 
Площадь бывшего муниципалитета составляла 389 гектаров, из которых 169 га были покрыты лесом, а 14 га застроены. Самая высокая точка — 722 метра на вершине Шинберга, самая низкая — 370 метров на северной границе муниципалитета. Соседними коммунами были Кайстен на севере, Зульц на востоке, Хорнуссен на юге и Фрик на западе.

## Символика
Герб голубого цвета, по середине находится верхняя часть посоха с белой лилией на жёлтом стебле с четырьмя жёлтыми листьями, убранная двумя шестиконечными жёлтыми звездами. До 1949 года у муниципалитета не было собственного герба. После 35 проектов приходское собрание остановилось на лилии, символе святого Иосифа, который также является покровителем часовни. Звёзды символизируют брак с Марией.

## Население
На 31 декабря 2008 года в Иттентале проживало 218 человек, из которых только десять были иностранцами. По переписи 2000 года, 64,4 % были римскими католиками, 23,0 % — реформатами; 1,8 % принадлежали к другим конфессиям. 98,2 % назвали немецкий язык своим основным языком.

Динамика численности населения по 2007 год: